# Jevgenij Ginzburg
Jevgenij Ginzburg (russisk: Евгéний Алексáндрович Ги́нзбург) (født 28. februar 1945 i Tjeljabinsk i Sovjetunionen, død 15. januar 2012 i Moskva i Rusland) var en sovjetisk filminstruktør og manuskriptforfatter.

## Filmografi
- Retsept jejo molodosti (Рецепт её молодости, 1983)[1][2]